# Virus de la diarrea epidèmica porcina
El virus de la diarrea epidèmica porcina  (PEDV) és un coronavirus que afecta les cèl·lules que recobreixen l'intestí prim del porc. Això causa diarrees en porcs de totes les edats, deshidratació, pèrdua de pes i provoca la mort en garrins nounats, assolint així una morbiditat i mortalitat de fins al 100%. La mortalitat disminueix a mesura que augmenta l'edat. La diarrea epidèmica porcina provocada pel virus és una malaltia contagiosa que es transmet principalment per ruta fecal i oral. El PEDV no és una zoonosi ni presenta riscs per a la salut humana o per a la seguretat alimentària.
Es va descriure a Europa l'any 1971, però s'ha convertit en un problema cada vegada més gran a països asiàtics com ara Corea, Xina, Japó, les Filipines i Tailàndia. L'any 2013 es van descriure casos als EUA i a Canadà l'any 2014.
Causa grans pèrdues econòmiques a països porcins com Europa i Àsia, tot i l'ús de vacunes. La prevenció i el control se centren en una bioseguretat estricta i en la detecció precoç. No existeix un tractament específic per a la malaltia.

## Història

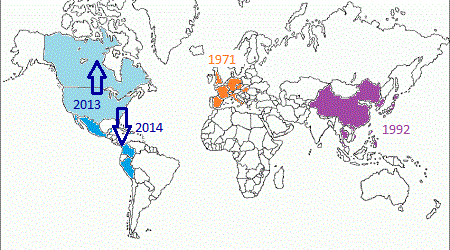
Distribució geogràfica mundial del PEDV al llarg dels anys

- Primera descripció l'any 1971, a Anglaterra, afectant granges de porcs d'engreix.
- El 1976 es detecta en altres països d'Europa.
- El 1978 es va detectar un Coronavirus diferent del de la gastroenteritis transmissible: “Virus de la diarrea epidèmica porcina”.
- Durant les dues dècades següents, es va disseminar per tot Europa i es va arribar a considerar una infecció endèmica.
- Als anys 90, el PEDV es va estendre per Àsia (Corea, Japó i la Xina).
- Primera descripció als Estats Units el 2013, acompanyada d'una ràpida disseminació pel país.
- A Canadà es va detectar PEDV al febrer de 2014, i es va estendre a 4 províncies. El mateix any també es va estendre per altres països americans: Mèxic, Colòmbia, Perú i la República Dominicana.

## Etiologia
L'agent causal d'aquesta malaltia és el PEDV (Virus de la diarrea epidèmica porcina), que pertany a la família Coronaviridae.
Dins d'aquesta família hi ha diferents virus que afecten el sector porcí:
- VGET (Virus de la gastroenteritis transmissible porcina): Virus causant d'una malaltia entèrica distribuïda per tot el món.

- CVRP (Coronavirus respiratori porcí): Virus que apareix als anys 80 a causa d'una mutació del VGET.

- PEDV: Virus que provoca una malaltia entèrica molt similar a la produïda pel VGET.[5]

- dCoVP: Provoca uns signes clínics semblants als de VGET i PEDV.

- VEH: Provoca una malaltia neurològica i digestiva.

### Morfologia viral
Virus RNA monocatenari positiu Pleomòrfic Amb embolcall. Presenta espícules a la corona que fan que el virus recordi a una corona. Quatre proteïnes estructurals: N (Nucleocapsid protein), M (Membrane glycorpotein), E (Envelop glycoprotein) i S (Spike Glycoprotein).

### Propietats del virus
- És estable a 50 °C.[4]

- Perd la seva infectivitat a més de 60 °C.

- Estable a pH 5-9 a 4 °C i a pH 6,5-7,5 a 37 °C.[1]

- Molt resistent en ambients humits però sensible a ambients secs. Per aquest motiu el virus pot sobreviure fora de l'hoste durant llargs períodes (fins a uns 28 dies) si les condicions d'humitat relativa són altes.[1]

- Els problemes clínics generalment apareixen a l'hivern.

- S'inactiva per desinfectants comuns: compostos d'amoni quaternari, fenols, carbonat de sodi, hidròxid de sodi, etc.[4][1]

## Epidemiologia
Infecta exclusivament als porcs, tot i que es desconeix la presència de PEDV en porcs salvatges. Hi ha brots de diarrea aguda en porcs de totes les edats. Malgrat això, en individus joves, la malaltia presenta una major morbiditat i mortalitat. En els focus epidèmics descrits en 2013 i 2014, la mortalitat en garrins lactants en les granges es trobava entre el 50 i el 100%. No és una zoonosi i no presenta riscs per a la salut humana o per a la seguretat alimentària.

### Transmissió
- Via fecal-oral. Té un període d'excreció de 7-9 dies.[4]
- A través del personal, de l'equip, dels vehicles, etc. S'ha identificat els vehicles contaminats utilitzats per als desplaçaments dels porcs com un dels principals transmissors de la malaltia.[1]
- A través de l'aliment o d'alguns ingredients del pinso.

Existeix la sospita que els productes de sang de porc contaminada que s'incorporen a les racions alimentàries dels garrins són possibles medis de propagació del virus. Malgrat això, múltiples estudis experimentals suggereixen que això no és així, sempre que se segueixin pràctiques correctes de producció i normes de bioseguretat.

### Cicle
La principal font d'aquest virus entèric són les femtes. El període d'incubació varia entre 1 i 4 dies. La ingestió oral del VEDP resulta en la replicació viral en les cèl·lules epitelials de l'intestí prim i en les vellositats intestinals, el que comporta la degeneració dels enteròcits, i, posteriorment, a la desaparició de les vellositats. La replicació del virus també es produeix en el còlon però no és clar fins a quin punt contribueix a provocar la malaltia. El període infectiu pot durar entre 6 i 35 dies després de l'aparició dels primers signes de la malaltia.

S'ha detectat virèmia en múltiples dies en porcs infectats experimentalment amb VEDP d'entre 2 i 4 setmanes d'edat, de manera que el virus pot passar a la sang de l'hoste tot i que no produirà més alteracions a nivell del seu organisme. El virus, finalment, és expulsat a través de les femtes i podrà infectar nous animals.

## Patogènia
La ingestió oral del virus PED comporta la progressiva degeneració de les cèl·lules epitelials de l'intestí prim i la posterior atròfia de les vellositats intestinals, ja que és on es donarà la replicació viral.
Això provocarà les manifestacions clíniques característiques de la malaltia, algunes apreciables només post-mortem:
- Aprimament dels intestins, sobretot de l'intestí prim.
- Presència de llet sense digerir a l'estómac dels garrins.
- Contingut intestinal aquós.

## Simptomatologia
La simptomatologia causada pel PEDV és molt variable. Aquesta variabilitat depèn sobretot de l'estat immunològic de l'animal infectat.
Els símptomes més comuns són:
- Diarrea aquosa de color groc amb característica olor fètida, que condueix a la deshidratació dels animals infectats. En garrins també es poden apreciar coàguls de llet sense digerir

- Dolor abdominal

- Estat d'anorèxia, que comporta disminució de la ingesta i pèrdua important de pes

- Vòmits

- Disminució de l'activitat per depressió

## Diagnòstic

### Diagnòstic clínic
La PDEV no es pot diagnosticar únicament basant-se en les troballes en l'examen clínic. A més, la presentació clínica de la infecció pot variar en gravetat en funció d'aspectes com l'edat dels porcs, les exposicions prèvies o l'estat immunològic, etc. Per tant, el diagnòstic que obtindrem de l'exploració clínica serà orientatiu per a conduir la selecció de proves laboratorials que el veterinari durà a terme.
La manifestació clínica de la PDEV es caracteritza doncs per:
- Alta morbiditat (fins al 100%)
- Alta mortalitat, variable en funció de l'edat:
  - Garrins lactants: fins al 100%
  - Garrins de més de 10 dies: menys del 10%
  - Adults: menys del 5%
- Diarrea
- Vòmit
- Deshidratació
- Acidosi metabòlica

### Diagnòstic laboratorial
El diagnòstic laboratorial és imprescindible en la verificació de la presumpció clínica de la PDEV. Es duen a terme les següents tècniques:
- Aïllament del vírus en un cultiu de cèl·lules VERO + tripsina. Complicat per la presència de passatges seriats.
- Tests clàssics aplicats com a tècniques directes: 
  - IHQ (Immunohistoquímica):
  - IF (immunofluorescència) per a la detecció de l'Ag viral
  - ELISA (enzyme-linked immunosorbant assays)
  - ME (microscopia electrònica)
- RT-PCR: per a detercat ARN víric
- Hibridació in situ
- Serologia: detecció dels Ac per demostrar la seroconversió mitjançant un ELISA aplicat a mostres aparellades o IFA (indirect fluorescent antibody test)

L'IF i l'IHQ de seccions de l'intestí prim són les tècniques més sensibles, ràpides i segures. ME, està àmpliament usada per detectar partícules víriques en femtes, però no és un mètode gaire sensible.
Presa de mostres:
- Cadàvers frescos de garrins morts després de presentar signes aguts.
- Intestí prim d'animal mort recentment.
- Femtes fresques
- Hisops fecals de diarrea

Cal enviar al laboratori cada mostra en contenidors separats a és de 4 °C i amb la major rapidesa possible.

### Diagnòstic post-mortem
Les lesions que s'observaran en la necròpsia també seran reveladores pel que fa als porcs afectats de forma aguda.
- Aprimament dels intestins, sobretot molt marcat a les nanses intestinals del budell prim
- Presència de llet no digerida a l'estómac.
- Contingut intestinal aquós.

### Diagnòstic diferencial
La PEDV, donada la seva simptomatologia intestinal, es pot confondre amb altres malalties de caràcter gastrointestinals. Les malalties de les quals freqüentment costa distingir-la són aquelles que cursen amb quadres entèrics siguin causats per virus, bacteris o paràsits:
- Gastroenteritis transmissible (GET), causada pel coronavirus VGET, que acostuma a tenir un quadre més greu i dedesenvolupament més ràpid possible durant el transcurs de les 3 primeres setmanes de vida, igual que la PDEV.
- Gastroenteritis per rotavirus, on la diarrea és més lleugera i es dona en garrins menors de 3 setmanes.
- Altres causes:
  - Gastroenteritis per bacteris:
    - Clostridium spp. D'on C. perfringens afecta en la primera setmana de vida dels garrins.
    - E. coli. Els quadres entèrics per E.coli es poden donar durant les primeres 3 setmanes de vida.
    - Salmonella spp.
    - Brachyspira spp.
    - Lawsonia intracellularis

  - Gastroenteritis per paràsits tals com Isospora suis (a partir de la 2a setmana de vida), Cryptosporidium spp., Nematodes, etc.

És aconsellable fer una valoració detinguda de la gravetat del quadre clínic i l'edat d'aparició, ja que pot ser orientatiu al moment de determinar el diagnòstic clínic donada l'àmplia gama de possibilitats que fan que el diagnòstic laboratorial sigui estrictament necessari per a obtenir un diagnòstic etiològic.

## Tractament
Avui en dia no hi ha cap tractament eficaç en termes absoluts i econòmicament disponible per tractar la diarrea epidèmica porcina. Sí que es poden utilitzar els tractaments simptomàtics de la diarrea i el control de les infeccions secundàries.
En els últims anys s'han iniciat línies de recerca sobre l'efecte antiviral de certs extractes de plantes. En destaca un flavonoide obtingut a partir de la planta Houttuynia cordata que sembla eficaç contra el virus de la PEDV. També, plantes com Epimedium koreanum Nakai i Lonicera japonica Thunberg.
No obstant això, el preu d'aquests tractaments és molt elevat, a més de la important controvèrsia sobre la seguretat d'aquests.
Cal tenir present que la majoria de porcs adults es recuperen del virus de la diarrea epidèmica porcina sense necessitat de tractament, sempre que, és clar, no hi hagi una infecció secundària.
La PEDV no té un tractament eficaç i ràpid. Si però, podem adoptar mesures per pal·liar els efectes de la PEDV i per evitar infeccions secundàries. Com per exemple: 
- Podem posar en marxa una teràpia parenteral, a base de fluids i electròlits, per evitar la deshidratació dels garrins més petits.
- Podem administrar antibiòtics per tractar les possibles infeccions bacterianes secundàries.

Experimentalment s'ha vist un increment de la supervivència dels garrins infectats si se'ls hi administrava immunoglobulines anti - PEDV que es troben al rovell de l'ou.
Per acabar, també s'ha vist que donant calostre de vaques immunitzades es redueixen els efectes clínics i la mortalitat dels garrins infectats per PEDV.

## Prevenció i control
Hi ha mesures de bioseguretat estrictes que constitueixen una mesura eficaç per prevenir la introducció i propagació del virus. Bàsicament es basen en mètodes desinfectants i de neteja profunda que pretenen eliminar tota la matèria orgànica (femtes) per evitar que aquesta actuï com una font de propagació del virus.
També podem: 
- Controlar l'estatus sanitari dels animals que entrin a una explotació, per tal de controlar que no aparegui la malaltia.
- Controlar els desplaçaments dels porcs.
- Eliminar les femtes dels porcs i els porcs morts.

A més, s'ha demostrat l'eficàcia de la pràctica tot dins, tot fora per trencar el cicle de transmissió del virus dins la granja.
Una altra estratègia per controlar la malaltia és creant un feed-back a les truges gestants, utilitzant femtes de garrins. Així, els provocaríem una estimulació antigènica natural, fet que provocaria que en el calostre, aquestes truges secretessin anticossos IgA efectius per neutralitzar el PEDV. A aquest fet l'anomenem immunitat lactogènica efectiva.
També s'ha proposat, tot i que només s'ha aplicat experimentalment, administrar factors de creixement epidèrmic, per estimular la proliferació de les cèl·lules epitelials de les criptes intestinals, i així promoure la recuperació de les vellositats.

### Vacuna
Actualment, no hi ha vacunes comercials enfront d'aquesta malaltia. Això no obstant, a Europa s'està estudiant una vacuna eficaç contra la PEDV. Nogensmenys, si existeixen diverses vacunes disponibles a Corea del Sud, Japó i Xina, però la seva eficàcia és variable i, la immunitat protectora induïda és insuficient per evitar contraure la malaltia. Com a curiositat d'aquestes vacunes, s'ha vist que la taxa de mortalitat dels garrins de mares a les quals se'ls havia administrat una vacuna via oral va ser menor (13% de mortalitat) que la taxa de mortalitat dels garrins de mares que van rebre la mateixa vacuna via intramuscular (60% de mortalitat).